# Đông lục cung

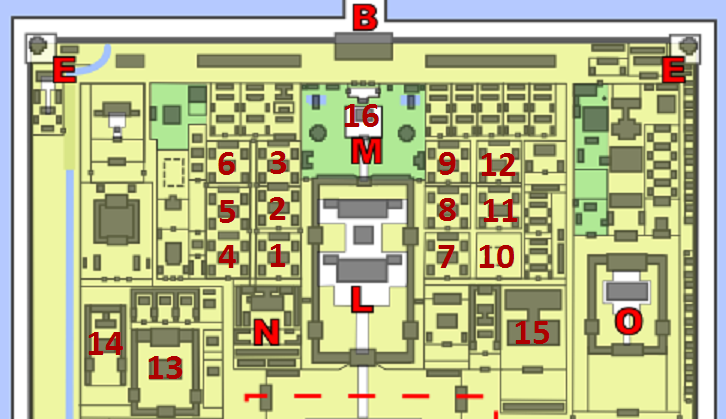
Sơ đồ khu vực Đông-Tây lục cung tại Tử Cấm Thành. Đông lục cung là dãy số bên phải, tính từ (7) đến (12).

Đông lục cung (chữ Hán: 東六宮) là cụm từ ám chỉ đến 6 cung điện nằm ở phía Đông trong cụm hậu cung tại Tử Cấm Thành, Bắc Kinh. Đối diện với Đông lục cung là Tây lục cung.
Từ thời Ung Chính, Hoàng đế không sử dụng Càn Thanh cung vốn là biệt cung dành cho Hoàng đế nữa để tỏ lòng kính trọng Khang Hi Đế, do đó ông dọn đến Dưỡng Tâm điện. Cũng vì lý do này, các Hoàng hậu nhà Thanh về sau cũng theo Hoàng đế dọn ra khỏi Khôn Ninh cung, và chọn ngẫu nhiên một trong các cung thuộc Đông Tay lục cung để cư trú. Các phi tần nhà Thanh, sau khi Hoàng hậu đã chọn cư trú chỗ nào, sẽ lần lượt theo chỉ định mà dọn về các cung còn lại.
Do khu vực phía Đông cùng phía Tây bị chia rất ngay ngắn bởi trục thần đạo của cụm Hậu Tam cung (gồm Càn Thanh cung, Khôn Ninh cung và Giao Thái điện), do đó dần sinh ra cách gọi [Đông lục cung] lẫn [Tây lục cung], cả hai dãy cung điện này còn được hợp xưng [Đông Tây thập nhị cung; 東西十二宮].
Danh sách Đông lục cung:
- Cảnh Nhân cung (7);
- Thừa Càn cung (8);
- Chung Túy cung (9);
- Diên Hi cung (10);
- Vĩnh Hòa cung (11);
- Cảnh Dương cung (12);